# Manilva
Manilva là một đô thị trong tỉnh Málaga, cộng đồng tự trị Andalusia Tây Ban Nha. Đô thị này có diện tích là 35,58 ki-lô-mét vuông, dân số năm 2009 là 13.813 người với mật độ 388,22 người/km². Đô thị này có cự ly km so với tỉnh lỵ Málaga.